# Градска библиотека „Братя Миладинови“ (Скопие)
Градската библиотека „Братя Миладинови“ (на македонска литературна норма: Градска библиотека „Браќа Миладиновци“) е градска библиотека в град Скопие, Република Македония.

## История
Решение за създаване на библиотека в Скопие е взето през март 1945 година. На 15 ноември библиотеката отваря врати с книжен фонд от 3500 тома, от които 500 тома детска литература. Част от книжния фонд е от сръбската библиотека, съществувала в Скопие от 1935 до 1940 година, част е дарение от скопските граждани. В 1953 година всички библиотеки в Скопие минават под управлението на Градската библиотека. От 1956 година Градската библиотека става околийска и е преименувана в Народна библиотека на Скопската околия. В 1962 година библиотеката става матична библиотека на Скопския район. Библиотеката се грижи за разпространяването на библиотечната мрежа в градовете и селата в околията – първите клонове са отворени в Студеничани, Булачани, Кучевище, Тафталидже.
В 1972 година се създава подвижна библиотека с книжен фонд от 8286 тома, която има за цел да обслужва по-отдалечените 14 села от района. В началото на XXI век книжният фонд на подвижната библиотека е над 60 000 библиотечни единици.
На 18 февруари 1974 година Градската библиотека „Братя Миладинови“ – Скопие се слива с другите библиотеки в града – „Цветан Димов“, „Страшо Пинджур“ и „Другарче“. Освен тези три централни библиотеки, библиотеката има и 20 библиотечни клонове.

## Сграда
Библиотеката няколко пъти мести централата си. Първоначално е разположена в част от сградатана Основно училище „Гоце Делчев“ на площ от 200 m2, която с увеличаването на книжния фонд става изключително недостатъчна. След Скопското земетресение, в 1964 година библиотеката се мести в монтажна барака от 520 m2 в квартал „Карпош 1“, където остава до 1973 година.
В 1973 година библиотеката се мести в новоизградена сграда в Дебър маало на булевард „Партизански отреди“ № 22 – обявена за паметник на културата.